# Birao
Birao är en prefekturhuvudort i Centralafrikanska republiken.   Den ligger i prefekturen Vakaga, i den nordöstra delen av landet, 800 km nordost om huvudstaden Bangui. Birao ligger 468 meter över havet och antalet invånare är 10 178.
Terrängen runt Birao är platt. Trakten runt Birao är nära nog obefolkad, med mindre än två invånare per kvadratkilometer.. Det finns inga andra samhällen i närheten.
Omgivningarna runt Birao är huvudsakligen savann.